# Ensheim
Ensheim là một đô thị thuộc huyện Alzey-Worms, bang Rheinland-Pfalz, nước Đức. Đô thị Ensheim có diện tích 3,93 km².